# Бускульські кар'єри
Бускульські кар'єри – копальні, які провадили чи провадять видобуток вогнетривких глин із Бускульського (Берлінського) родовища, розташованого у суміжних районах Костанайської області Казахстану та Челябінської області Росії.
Родовище виявили на початку 1930-х років і вже у 1932-му тут видобули першу партію вогнетривкої глини, що призначалась для задоволення потреб Магнітогорського металургійного комбінату. 
Після дорозвідки на початку 1950-х Бускульське родовище стало найбільшим в СРСР із запасами у 429 млн тон. В 1971-му на казахській території ввели в дію потужний кар’єр, який міг видобувати 300 тисяч тон на рік. Протягом п’яти наступних років річну потужність кар’єру довели до 600 тисяч тон, а його продукція відправлялась не лише на Магнітогорський комбінат, але й на десятки інших підприємств колишнього СРСР. Є відомості, що станом на початок 2000-х з родовища вилучили 21,5 млн тон вогнетривкої глини.
В 2009 році Бускульске рудоуправління Магнітогорського меткомбінату почало розробку нового кар’єру на території Росії, тоді як видобуток з казахстанської ділянки родовища припинився. Роботи ведуться сезонно до промерзання грунту.